# 小羊肖恩2：末日农场
《小羊肖恩2：末日农场》（英語：A Shaun the Sheep Movie: Farmageddon）是由阿德曼动画制作的英国定格动画电影，内容涉及2019冒险，科幻小说和喜剧。由威尔·贝切尔和理查德·费兰执导的导演处女作，是《笑笑羊大電影》（2015年）的独立续集，并以《笑笑羊大電影》系列为基础。

## 剧情
对于绵羊肖恩（贾斯汀·弗莱彻）来说，平常的一天始于什么，但事实是，当来自另一个世界的不寻常生物（阿玛莉亚·维塔莱）在肖恩家生苔的底部农场附近遭受坠机袭击时。消息传出后，一家阴暗的公司争夺俘虏该外星生物以利用其自身收益，因为这显示出她具有独特的能力。然后，肖恩可以帮助他的新朋友在为时已晚之前回到她的星球。

## 轶事
该电影中有一段农民在吃早餐的画面，桌上有一瓶写着罗斯威尔果酱（Roswell's Jam）的果酱，该果酱的名称影射了罗斯威尔事件。

## 外部連結
- 互联网电影数据库（IMDb）上《小羊肖恩2：末日农场》的资料（英文）
- 豆瓣电影上《小羊肖恩2：末日农场》的資料 （简体中文）